# Very Beauty
„VERY BEAUTY” – trzynasty singel zespołu Berryz Kōbō, wydany 7 marca 2007 roku przez wytwórnię Piccolo Town. Został wydany w trzech edycjach: regularnej i dwóch limitowanych.
Został wydany także jako „Single V” (DVD) 28 marca 2007 roku.
Singel osiągnął 11 pozycję w rankingu Oricon i pozostał na liście przez 4 tygodnie, sprzedano 20 227 egzemplarzy.

## Lista utworów
| CD                        |                                                                            |                                                                            |                                                                            |                                                                            |      |
| Nr                        | Tytuł                                                                      | Słowa                                                                      | Kompozycja                                                                 | Aranżacja                                                                  | Czas |
| 1.                        | "VERY BEAUTY"                                                              | Tsunku                                                                     | Tsunku                                                                     | Shunsuke Suzuki                                                            |      |
| 2.                        | "Gaki taishō" (jap. ガキ大将)                                              | Tsunku                                                                     | Tsunku                                                                     | Shunsuke Suzuki                                                            |      |
| 3.                        | "VERY BEAUTY" (Instrumental)                                               |                                                                            | Tsunku                                                                     | Shunsuke Suzuki                                                            |      |
| DVD (limitowana edycja A) |                                                                            |                                                                            |                                                                            |                                                                            |      |
| Nr                        | Tytuł                                                                      | Tytuł                                                                      | Tytuł                                                                      | Tytuł                                                                      | Czas |
| 1.                        | "Munasawagi Scarlet" (jap. 胸騒ぎスカーレット)                             | "Munasawagi Scarlet" (jap. 胸騒ぎスカーレット)                             | "Munasawagi Scarlet" (jap. 胸騒ぎスカーレット)                             | "Munasawagi Scarlet" (jap. 胸騒ぎスカーレット)                             |      |
| 2.                        | "Fighting Pose wa date ja nai!" (jap. ファイティングポーズはダテじゃない!) | "Fighting Pose wa date ja nai!" (jap. ファイティングポーズはダテじゃない!) | "Fighting Pose wa date ja nai!" (jap. ファイティングポーズはダテじゃない!) | "Fighting Pose wa date ja nai!" (jap. ファイティングポーズはダテじゃない!) |      |

Single V
| Nr | Tytuł                               | Czas |
| -- | ----------------------------------- | ---- |
| 1. | "VERY BEAUTY"                       |      |
| 2. | "VERY BEAUTY" (Dance Shot Ver.)     |      |
| 3. | "Making eizō" (jap. メイキング映像) |      |